# Сальмиярви (озеро)
Сальмиярви (из фин. Salmijärvi), Сванватн (норв. Svanevatn) — озеро на границе Норвегии и России в долине реки Паз. Административно входит в Мурманскую область России и коммуну Сёр-Варангер Норвегии. Площадь 32,51 км², из них 23,12 в России. Расположено на высоте 21 м над уровнем моря. Является подпорьем для Скугфосской ГЭС.
Озеро относится к бассейну Баренцева моря, связывается с ним рекой Паз. Питание озера в основном снеговое и дождевое. Рельеф берега в возвышенный, в центральной части выделяется гора Харьюнвара. Лесные массивы на берегах состоят в основном из берёзы и сосны. На озере несколько островов, крупнейший Литле-Скуге. Сальмиярви по реке Паз вверх соединяется с озером Скугватн, а по реке вниз через проливы Бьернсунд и Тронгсунд с озером Контиоярви. Протокой соединяется с озером Куэтсъярви. В северо-западной части озера выделяется залив Сванвика.
На озере расположены норвежские населённые пункты Бьернебюкт, Ховланд, Бьерклунн, Бьернему, Сванвик, Лангнес и др. Российский населённый пункт Сальмиярви расположен на протоке, связывающей озеро с Куэтсъярви. Вдоль южного и восточного берега озера проходят российские автодороги 47К-089 и 47К-086, вдоль западного норвежские автодороги 8850 и 8116.
Самое старое из известных названий озера — Øvre Klostervann, что в переводе с норвежского означает «Верхнее Монастырское озеро». Вплоть до Второй мировой войны за озером было закреплено название Čoalme-jau’re, означающее на языке скольтов (саам-коллта) «Озеро-пролив», что связано с особенностями его строения. После войны западное побережье озера было заселено финнами, и озеро получило своё нынешнее название, являющееся финноязычной калькой с саамского названия. Норвежское название озера — Svanevatn, означает в дословном переводе «Лебединое озеро».